# Christopher Montague Woodhouse
Christopher Montague Woodhouse (* 11. Mai 1917; † 13. Februar 2001), genannt Monty Woodhouse, später Lord Terrington of Huddersfield, war ein britischer Geheimagent und Politiker.

## Leben
Monty Woodhouse war dritter Sohn des Barons Terrington und studierte in Oxford klassische Sprachen, wo er ein Schüler von Isaiah Berlin war.
Nach Abschluss seiner Studien im Sommer 1939 reiste er nach Italien und Griechenland, wo er unmittelbar vor Beginn des Zweiten Weltkriegs eintraf. Er trat der britischen Armee bei und wurde als Verbindungsoffizier nach Griechenland entsandt. Nach der Invasion der Wehrmacht 1941 begab er sich zunächst nach Kreta und nach der Luftlandeschlacht um Kreta in den Nahen Osten.
Im September 1942 kehrte er als Agent des Geheimdienstes SOE zurück, um in dem besetzten Land Widerstandskämpfer auszubilden und zu unterstützen. Er ließ sich mit dem Fallschirm absetzen und organisierte als erstes Operationen des griechischen Widerstands mit Kämpfern der ELAS und EDES, mit der Sprengung der Eisenbahnbrücke bei Gorgopotamos. In der Folge versuchte er die Einsätze der rivalisierenden Widerstandsgruppen zu koordinieren – wobei die britische Unterstützung vornehmlich die antikommunistischen EDES erhielt. Woodhouse blieb auch nach Kriegsende noch als britischer Diplomat bis Mai 1946 in Griechenland.
In den folgenden Jahren schrieb Woodhouse Bücher über die byzantinische und neuere griechische Geschichte.
Anfang der 1950er Jahre war Woodhouse für den britischen Geheimdienst im Iran tätig. Er unterstützte royalistische Tendenzen der persischen Politik. In Zusammenarbeit mit dem CIA-Agenten Kermit Roosevelt junior wirkte er 1953 an der Operation Ajax mit. Deren Ziel, der Sturz der iranischen Regierung unter Mohammed Mossadegh, die die Verstaatlichung der iranischen Ölfelder betrieb, wurde erreicht.
Bei der britischen Unterhauswahl 1959 wurde Woodhouse als Kandidat der Conservative Party als Abgeordneter des Wahlkreises Oxford in das Britische Parlament gewählt. 1964, 1970 und im Februar 1974 wurde er wiedergewählt, dazwischen unterlag er bei der britischen Unterhauswahl 1966 Evan Luard, der ihn auch bei der vorgezogenen  britischen Unterhauswahl Oktober 1974 wieder ablöste.

## Schriften (Auswahl)
- The Apple of Discord: A survey of recent Greek politics in their international setting. Hutchinson, London 1948.
- The Battle of Navarino. Dufour Editions, Chester Springs, Pa. 1965.
- The Philhellenes. Fairleigh Dickinson University Press 1971.
- Capodistria: the founder of Greek independence. Oxford University Press, London 1973.
- Kapodistrias and the Philiki Etairia, 1814–21 (PDF), in: Richard Clogg (Hrsg.), The struggle for Greek independence – essays to mark the 150th anniversary of the Greek War of independence. Macmillan, London 1973, ISBN 0-333-14701-4, S. 104–134.
- The Struggle for Greece, 1941–1949. MacGibbon, Hart-Davis 1976, C. Hurst, London 2002 (Repr.). ISBN 1-85065-487-5, Auszüge online.
- Karamanlis: The Restorer of Greek Democracy. Clarendon Press, Oxford 1982.
- Something Ventured. Granada Publishing, London 1982. – (Autobiographie)
- The Rise and Fall of the Greek Colonels. Granada Publishing, London 1985.
- George Gemistos Plethon. The Last of the Hellenes. Clarendon Press, Oxford 1986, ISBN 0-19-824767-2
- Modern Greece: A Short History. Faber & Faber, London 1991.
- Rhigas Velestinlis. The Proto-Martyr of the Greek Revolution. Denise Harvey Publications, Limni 1995, ISBN 960-7120-08-6.